# Liz Edgar
Elizabeth „Liz“ Edgar (* 28. April 1943 als Elizabeth Broome; † 25. April 2020) war eine britische Springreiterin.
Liz Edgar wuchs in der walisischen Grafschaft Monmouthshire auf, ihr älterer Bruder ist der Springreiter David Broome. Im Jahr 1965 heiratete sie den Springreiter Ted Edgar und zog zu ihm nach Leek Wootton, einem Dorf in der Nähe von Warwick. Ihre Tochter Marie wurde 1971 geboren.
Bereits im Alter von 12 Jahren nahm Liz Edgar erstmals an der Horse of the Year Show teil. Zwei Mal gewann sie die britische Meisterschaft der jungen Springreiter.
Ihre größten sportlichen Erfolge feierte Liz Edgar Anfang der 1980er-Jahre. Im Sommer 1980 gewann sie mit Everest Forever den Großen Preis von Aachen. Im Folgejahr kam sie mit der britischen Equipe auf den vierten Platz bei den Europameisterschaften. Edgar nahm mehrfach an Weltcupfinals teil und vertrat ihr Heimatland mehrfach bei Nationenpreisen. Den traditionsreichen Queen Elizabeth Cup, der im Rahmen des britischen Nationenpreisturniers ausgetragen wird, gewann sie als einzige Reiterin fünf Mal (1977, 1979, 1981, 1982 und 1986).

## Erfolge (in Auswahl)
Europameisterschaften:
- 1981, München: mit Everest Forever 21. Platz in der Einzelwertung[6] und 4. Platz mit der Mannschaft[7]

Weltcupfinale:
- 1982, Göteborg: 6. Platz mit Everest Forever
- 1983, Wien: 15. Platz mit Everest Forever
- 1988, Göteborg: 31. Platz mit Everest Rapier